# Praias de Sesimbra

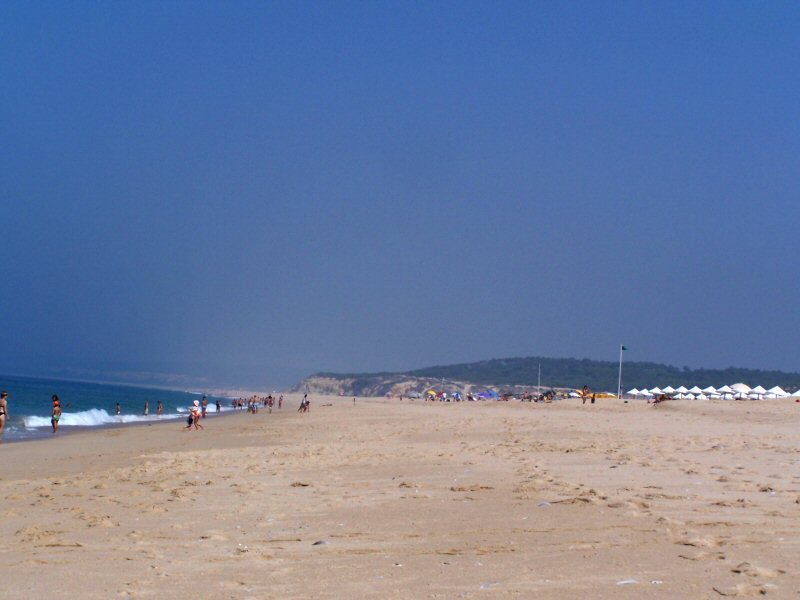
Praia do Meco

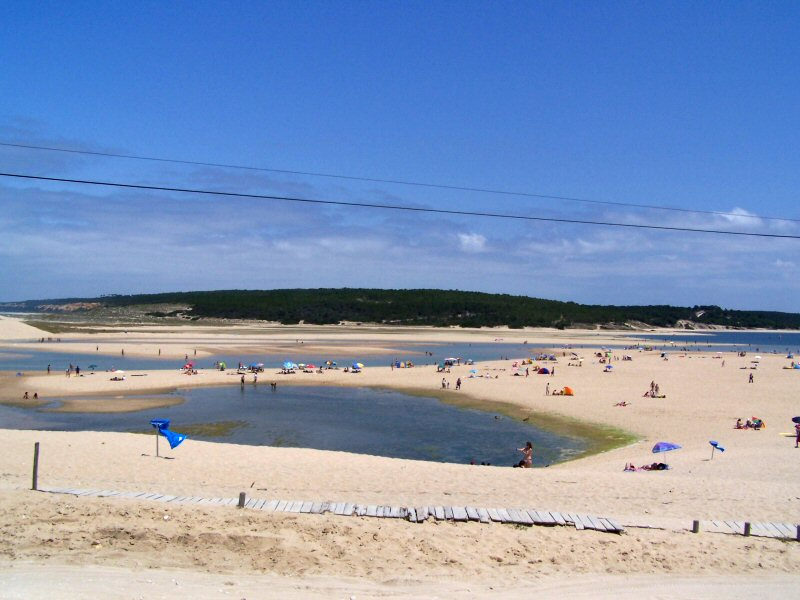
Praia da Lagoa de Albufeira

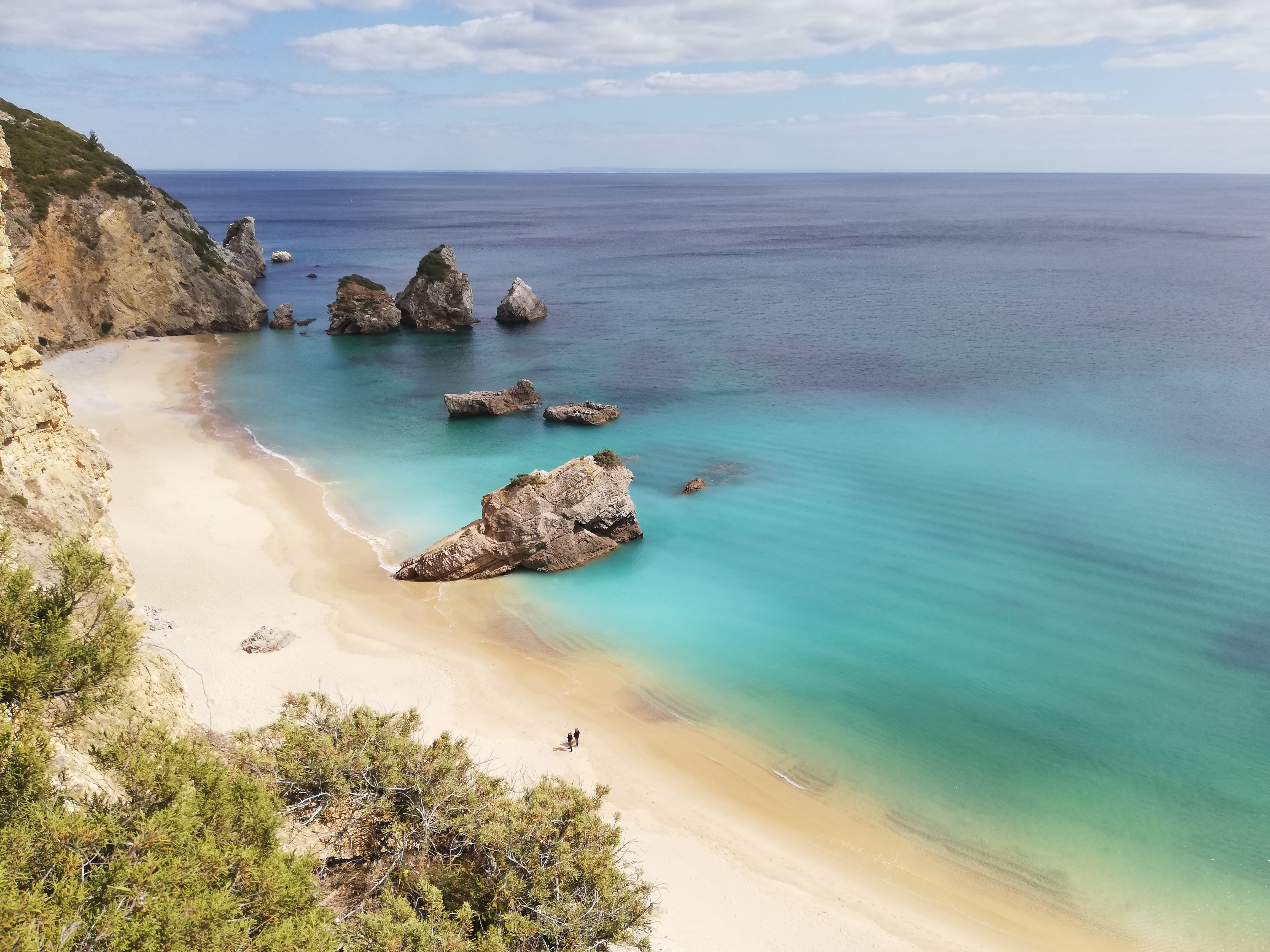
Praia do Ribeiro do Cavalo

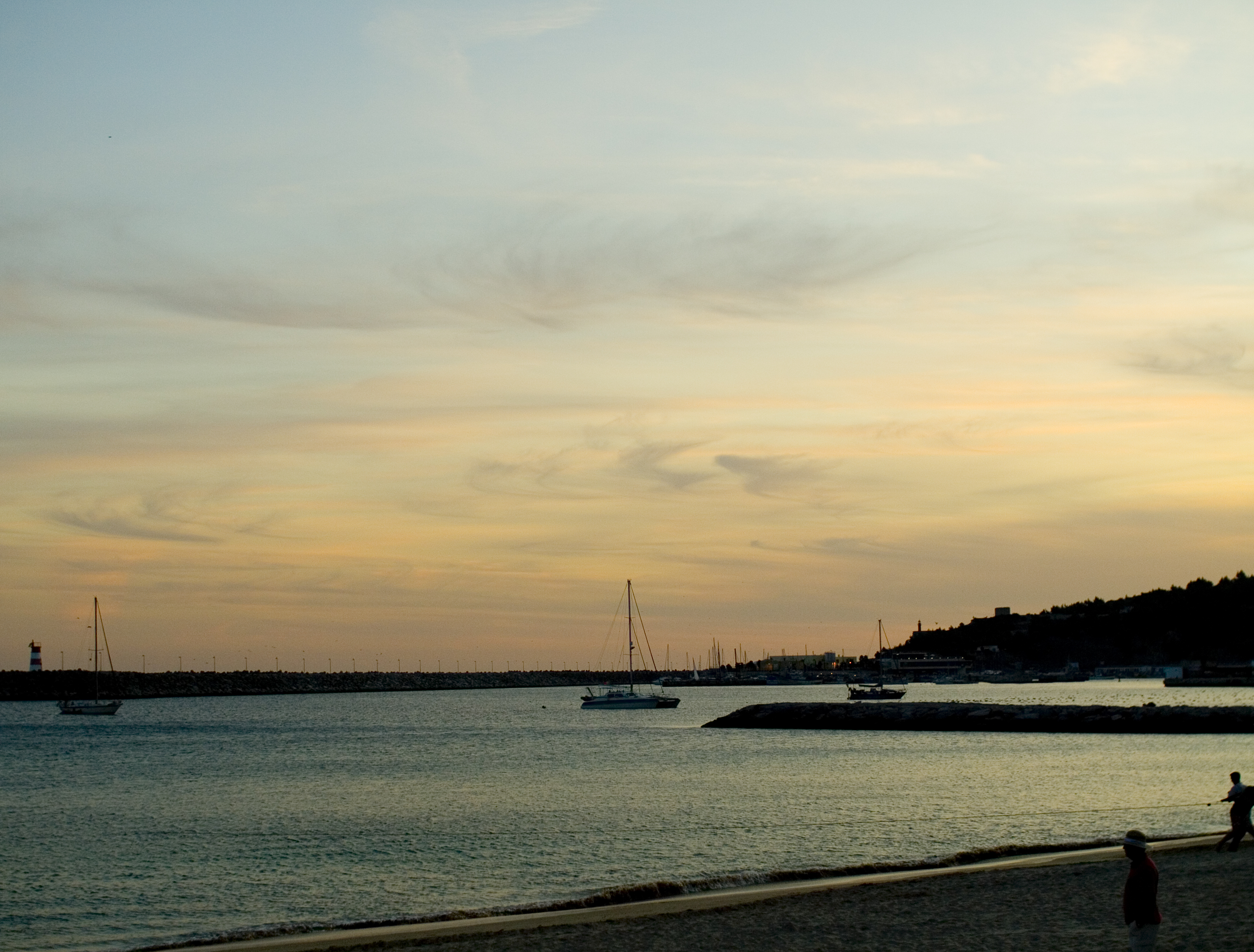
Praia do Ouro

O concelho de Sesimbra possui ao longo da sua costa marítima diversas praias:
- Praia de Alfarim
- Praia do Areia do Mastro
- Praia da Baleeira
- Praia das Bicas
- Praia da Fonte da Telha
- Praia da Foz
- Praia do Inferno
- Praia da Lagoa de Albufeira
- Praia dos Lagosteiros
- Praia do Meco (Moinho de Baixo)
- Praia da Mijona
- Praia dos Penedos
- Praia da Pipa
- Praia do Rebenta Bois
- Praia do Ribeiro do Cavalo
- Sesimbra (Praia da Califórnia e Praia do Ouro)
- Praia da Tramagueira

## Praia de Alfarim
Situa-se junto à aldeia de Alfarim e deve o seu nome a esta. É próxima da Praia do Meco. Tendo um extenso areal e sendo banhada por um mar agitado, é uma praia com características mais selvagens, sendo assim uma boa escolha para quem procura praias deste tipo. O acesso é relativamente acessível uma vez que o acesso a esta praia é feito por uma longa escadaria de madeira.

## Praia do Areia do Mastro
A Praia do Areia do Mastro (ou Praia do Mastro) localiza-se numa enseada e na base de uma falésia na freguesia do Castelo. É uma praia composta por uma base de seixos e calhaus rolados, sem acesso direto ao mar. Tem areia apenas durante a baixa-mar, quando uma pequena camada de areia fica a descoberto junto à linha de água. O acesso à praia é difícil, sendo feito por um caminho de terra batida.

## Praia da Baleeira
A Praia da Baleeira (ou Praia do Paraíso) situa-se a sudoeste da aldeia da Azoia, ficando junto ao Forte de São Domingos da Baralha. É uma praia com águas calmas e transparentes localizada numa estreita enseada ladeada por escarpas, sendo totalmente coberta de seixos e calhaus rolados. Na sua encosta nascente, existem ruínas de edificações antigas, uma vez que esta praia servia de porto a pequenas armações de pesca. Sendo a primeira praia selvagem depois do Cabo Espichel, é muito procurada para batismos de mergulho devido às suas águas calmas. 
O acesso faz-se por um caminho de terra batida até uma ravina que desce a falésia até à zona de banhos.

## Praia das Bicas
A Praia das Bicas é uma praia relativamente pequena onde abundam arribas fósseis, próxima do Parque de Campismo Campimeco, na Aldeia do Meco, a sul da praia do Moinho de Baixo. Uma vez que se encontra voltada a ocidente, fica mais exposta aos ventos norte e oeste, ganhando ondas indicadas para a prática de desportos como surf e bodyboard. É, devido a esta ondulação, uma zona muito apreciada pelos praticantes destas modalidades, sendo uma das mais procuradas da região. O acesso não é difícil, uma vez que, desde 2013, existe uma escadaria de madeira que desce a falésia.

## Praia da Fonte da Telha
A Praia da Fonte da Telha é uma praia com um extenso areal, partilhada entre os municípios de Almada e Sesimbra, onde se pode observar uma imponente arriba fóssil. Para além de estacionamento e vigilância, tem uma grande oferta de bares e restaurantes ao longo de toda a praia, sendo uma praia muito procurada pelos habitantes da região e turistas. Na zona da praia mais a norte, é uma escolha habitual para naturistas, noutras zonas, tem locais propícios para a prática de surf, sendo assim procurada por praticantes da modalidade.

## Praia da Foz
A Praia da Foz situa-se na costa ocidental de Sesimbra, entre o Cabo Espichel e a Praia das Bicas, sendo ainda uma praia desconhecida para muitos. É uma praia pequena, metida numa enseada entre falésias, o que a torna num local bastante abrigado do vento. Devido às suas características, é uma praia ideal para quem prefere estar longe de multidões. No que ao mar diz respeito, aconselha-se alguma cautela por parte dos banhistas uma vez que o mar apresenta-se por vezes agitado e forma algumas correntes. O acesso à praia é relativamente fácil, existindo um estacionamento junto à costa, apenas sendo necessário transpor a pé um afloramento de rocha achatado.

## Praia do Inferno
A Praia do Inferno, também conhecida por Praia da Tranca ou Praia do Penedo, localiza-se numa ligeira enseada, a sul da localidade da Azoia. Possui um areal de pequenas dimensões e é composta por calhaus e blocos de dimensões consideráveis. Os fundos marinhos e as águas cristalinas desta praia são ricos em biologia e eventos geológicos, sendo bastante usada para a prática de mergulho. É também bastante frequentada por pescadores de linha. O acesso à praia é complexo e de dificuldade elevada, sendo recomendado o acesso pelo mar.

## Praia da Lagoa de Albufeira
A Lagoa de Albufeira é separada do mar por enormes dunas e tem um ecossistema rico em fauna e flora, estando rodeada por pinhais e sendo uma zona de proteção especial de aves. Possui águas tranquilas, sendo ideal para crianças e para a prática de desportos como canoagem, vela, kitesurf e windsurf. É alimentada pela água do mar, sendo a renovação das suas águas feita através de um pequeno canal onde por vezes se formam correntes perigosas.
A Praia da Lagoa de Albufeira (Mar) tem um extenso areal com cerca de 1,5 Km e localiza-se na vertente sudoeste da Lagoa de Albufeira, próximo do canal de ligação da lagoa ao mar, estando separada desta por dunas de dimensões consideráveis. Estando sujeita a ventos de norte e oeste, apresenta uma boa ondulação durante a maior parte do ano, sendo muito apreciada para a prática de desportos náuticos como surf, bodyboard e skimboard. A sua areia destaca-se por ser mais grossa que a de outras praias da região.
O acesso a estas praias é fácil, existindo diversos acessos e estacionamentos próximos.

## Praia do Meco (Moinho de Baixo)
A Praia do Meco (ou Praia do Moinho de Baixo) localiza-se junto à Aldeia do Meco, e possui um areal muito extenso, com cerca de 4 Km de comprimento. Foi uma das primeiras praias da região de Lisboa a ter uma área delimitada e licenciada para naturismo (que se situa na zona sul da praia, ao lado de uma grande duna), sendo a praia naturista mais famosa do país e reconhecida internacionalmente. Nesta zona é possível encontrar argilas, muito procuradas para tratamento da pele. É também uma praia bastante procurada por famílias, apesar de o seu mar normalmente ser agitado e produzir rebentações fortes, oferecendo boas condições para a prática de surf, bodyboard ou windsurf. O acesso à praia é fácil, existindo diversas infraestruturas de apoio aos veraneantes.

## Praia da Mijona
A Praia da Mijona, também conhecida por Praia do Ilháu ou Praia da Cova da Mijona, localiza-se numa enseada larga, protegida a poente por uma ponta da falésia, e tem uma língua de areal de extensão considerável, onde é possível encontrar alguns seixos rolados. Junto à falésia, encontra-se uma habitação que em tempos serviu de abrigo aos pescadores da zona. O acesso é feito por um trilho escavado na ravina da falésia, sendo complexo e de dificuldade elevada, sendo recomendado o acesso pelo mar.

## Praia dos Penedos
A Praia dos Penedos localiza-se a leste da aldeia de Pedreiras e, como o nome revela, a praia é constituída por penedos, rochas, pedras, seixos e outros calhaus, existindo apenas algumas pequenas bolsas de areia. Situa-se numa enseada, na base de íngremes escarpas rochosas. Devido a estas características é uma praia utilizada sobretudo por pescadores, naturistas ou pessoas que procuram locais mais isolados. As águas desta praia por vezes são agitadas. O acesso é de extrema dificuldade, sendo feito por trilhos existentes na falésia ou pelo mar, sendo recomendado o acesso via mar.

## Praia da Pipa
A Praia da Pipa, por vezes conhecida como Praia do Bento, localiza-se entre a Praia das Bicas e a Praia da Foz, sendo uma praia remota do litoral sesimbrense. É constituída por duas bolsas de areais distintas, sendo delimitada a norte por uma longa fileira de rochedos. O acesso à praia é difícil, sendo feito por um trilho que permite a entrada no areal sul da praia.

## Praia do Rebenta Bois
A Praia do Rebenta Bois (ou Praia do Arrebenta Bois), localiza-se numa enseada a sul da Praia da Foz, apresentando um pequeno areal em forma de concha onde é possível encontrar rochas imersas ao longo de toda a zona de banhos. Devido ao tamanho da praia ser pequeno, a distância entre as suas laterais é de apenas 25 metros (aproximadamente). Isto torna-a particularmente abrigada do vento. No que toca às suas águas, apesar de a praia se encontrar numa enseada, normalmente apresenta águas agitadas e com bastante corrente. O acesso é difícil, obrigando a caminhadas de 5 a 10 minutos sempre a descer. No entanto, é possível encontrar estacionamento em cima da colina.

## Praia do Ribeiro do Cavalo
A Praia do Ribeiro do Cavalo, também conhecida como Praia da Ribeira do Cavalo ou Praia do Cavalo, é uma praia selvagem que se localiza a cerca de 50 minutos da vila de Sesimbra. Está inserida numa enseada e apresenta um extenso areal, localizado na base de um vale montanhoso. É reconhecida por ser um local calmo, com um mar tranquilo e uma água límpida e cristalina, de cores intensas e exóticas. Estas características têm levado a praia a ganhar popularidade entre veraneantes, sendo considerada um dos locais mais paradisíacos de Portugal e uma das melhores praias do distrito de Setúbal. O acesso à mesma pode ser feito através de um trilho pedestre de cerca de 15 a 20 minutos ou via mar, através dos diversos serviços de transporte de barco existentes.

## Praia de Sesimbra
A Praia de Sesimbra é composta por duas praias que são divididas pela Fortaleza de Santiago: Califórnia a nascente e Ouro a poente. Ambas as praias são bastante frequentadas durante a época balnear, oferecendo diversos serviços e equipamentos. Nas suas proximidades existem variados serviços de comércio, hotelaria e restaurantes. A nível de acessos, existem diversos, existindo ainda vários estacionamentos próximos. Possuem variados equipamentos de apoio e vigilância durante a época balnear, pelo que registam um nível elevado de ocupação, sendo das praias mais procuradas do concelho.

### Praia da Califórnia
A Praia da Califórnia está localizada na zona nascente da Baía de Sesimbra, estendendo-se pela Marginal de Sesimbra entre a Fortaleza de Santiago e as rochas do Caneiro, apresentando um extenso areal com cerca de 1 Km, com pouca inclinação. As suas águas são normalmente calmas e límpidas, possuindo uma boa qualidade.

### Praia do Ouro
A Praia do Ouro está localizada na zona poente da Baía de Sesimbra, estendendo-se pela Marginal de Sesimbra entre a Fortaleza de Santiago e o Morro do Macorrilho. Apresenta, tal como a Praia da Califórnia, um extenso areal, com pouca inclinação e águas normalmente calmas e límpidas. Desde 2013, possui um corredor pedonal sobrelevado, estádio e equipamentos desportivos e sanitários.

## Praia da Tramagueira
A Praia da Tramagueira localiza-se a sul da Praia do Meco, tendo um extenso areal, com cerca de 1,1 Km, sendo limitada por uma falésia e isolada dos polos urbanos. É uma escolha comum entre os adeptos do naturismo, sendo a sua falésia argilosa utilizada para tratamentos de pele. O topo da praia é revestido por vegetação dunar e mata de pinhal. As suas águas são agitadas, sendo procuradas por praticantes de desportos náuticos como o surf e o bodyboard. O acesso esta praia é feito pelo areal da praia vizinha, a Praia do Meco.

## Imagens

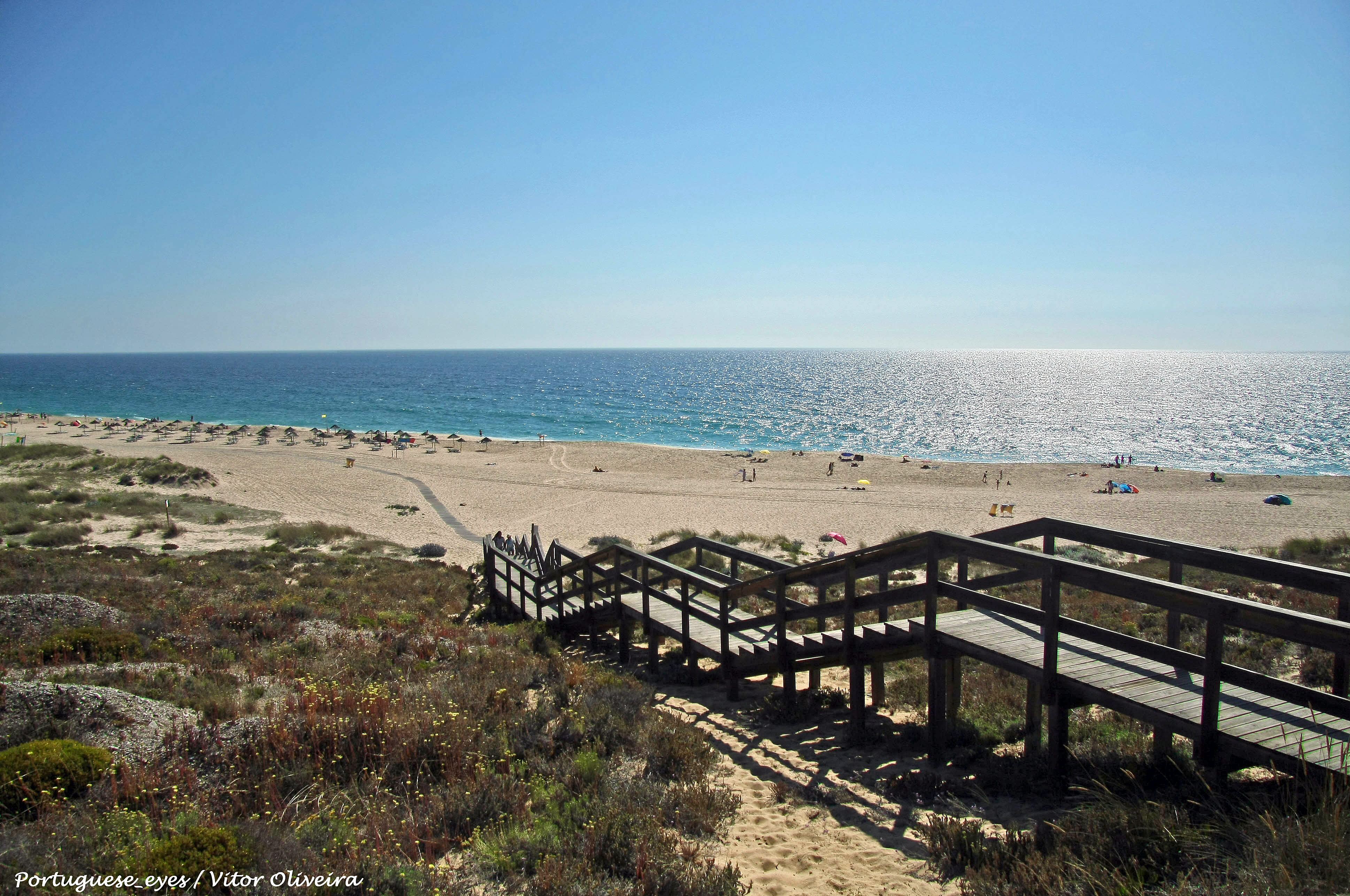
Praia de Alfarim
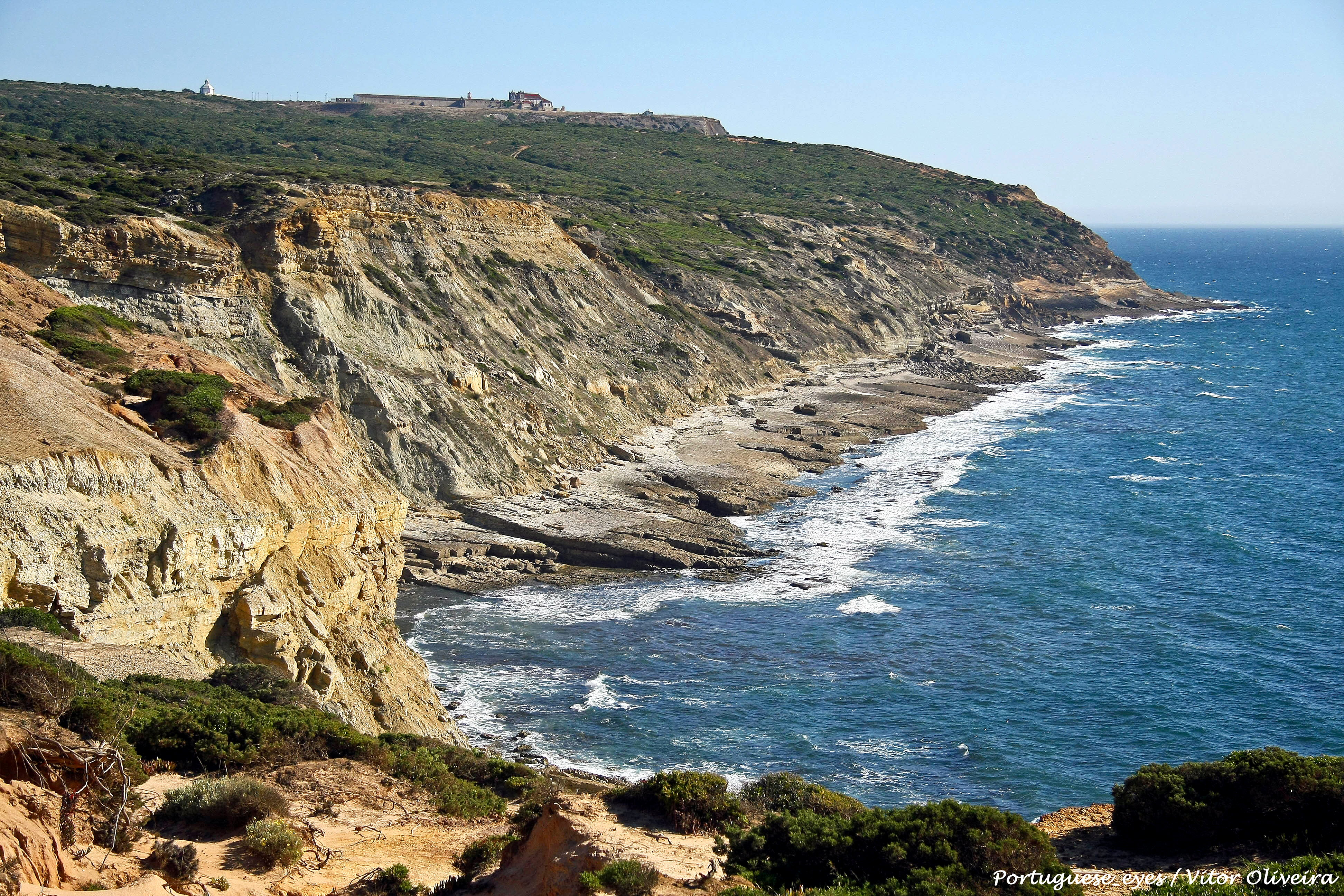
Praia da Areia do Mastro
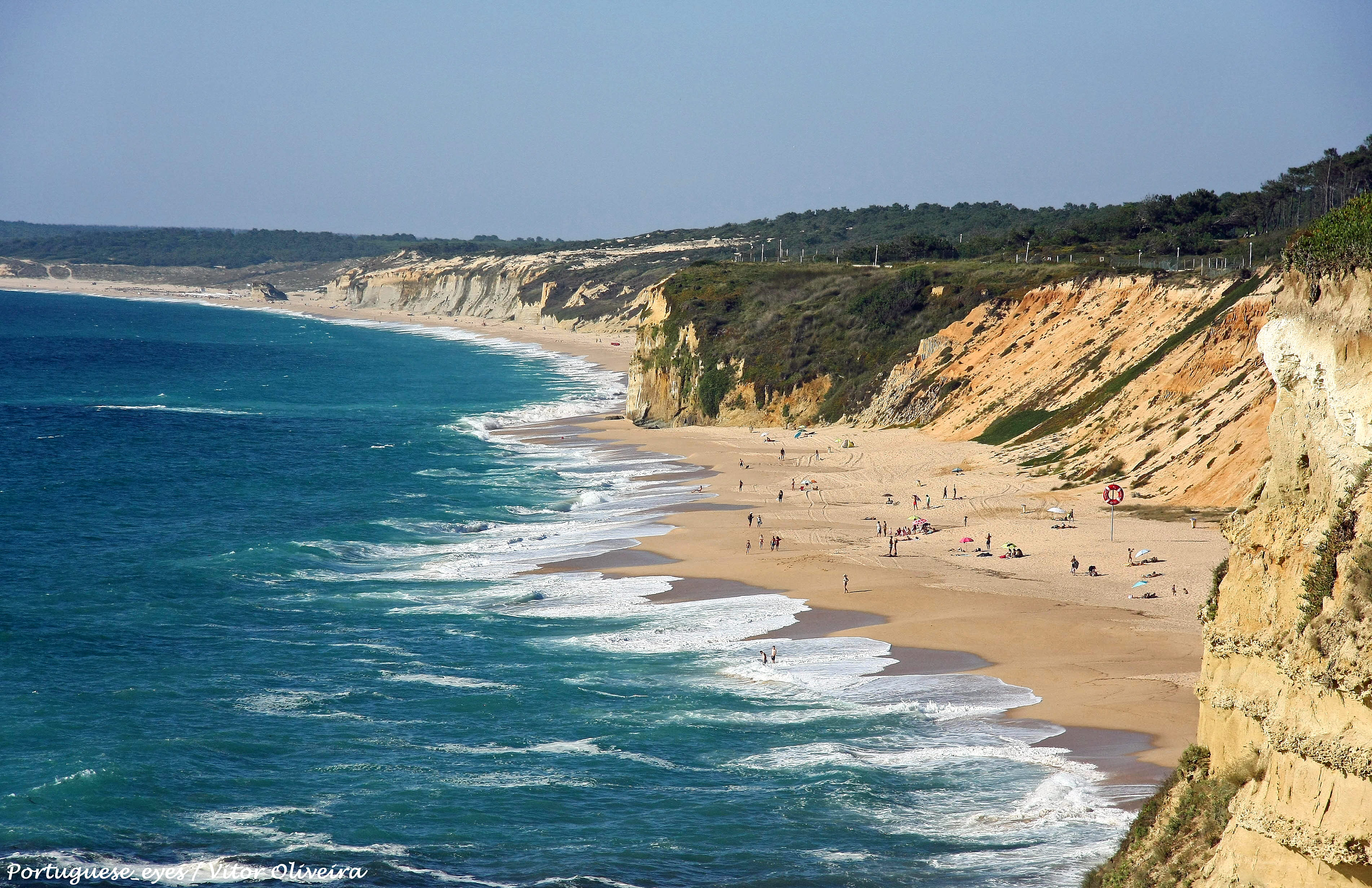
Praia das Bicas
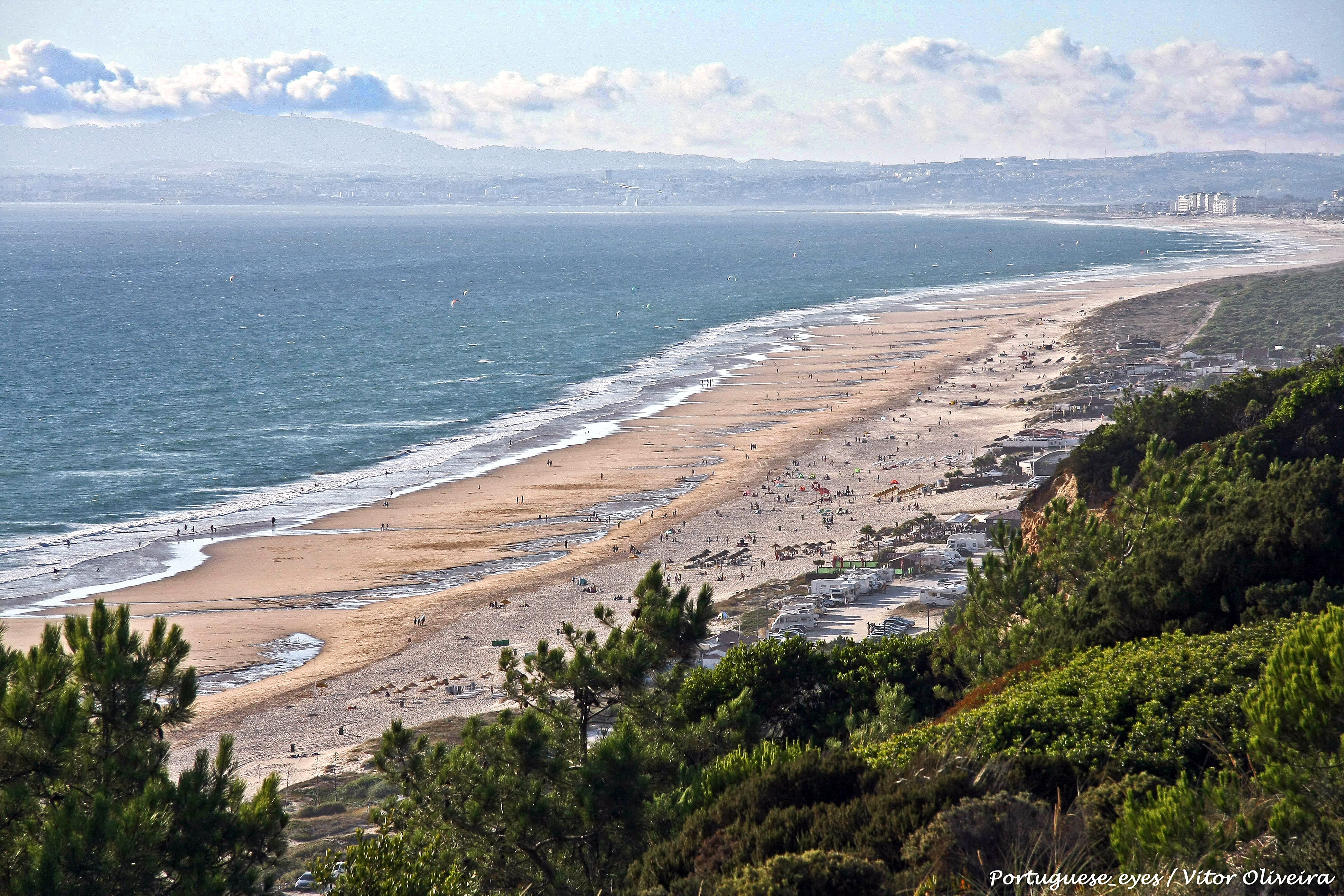
Praia da Fonte da Telha
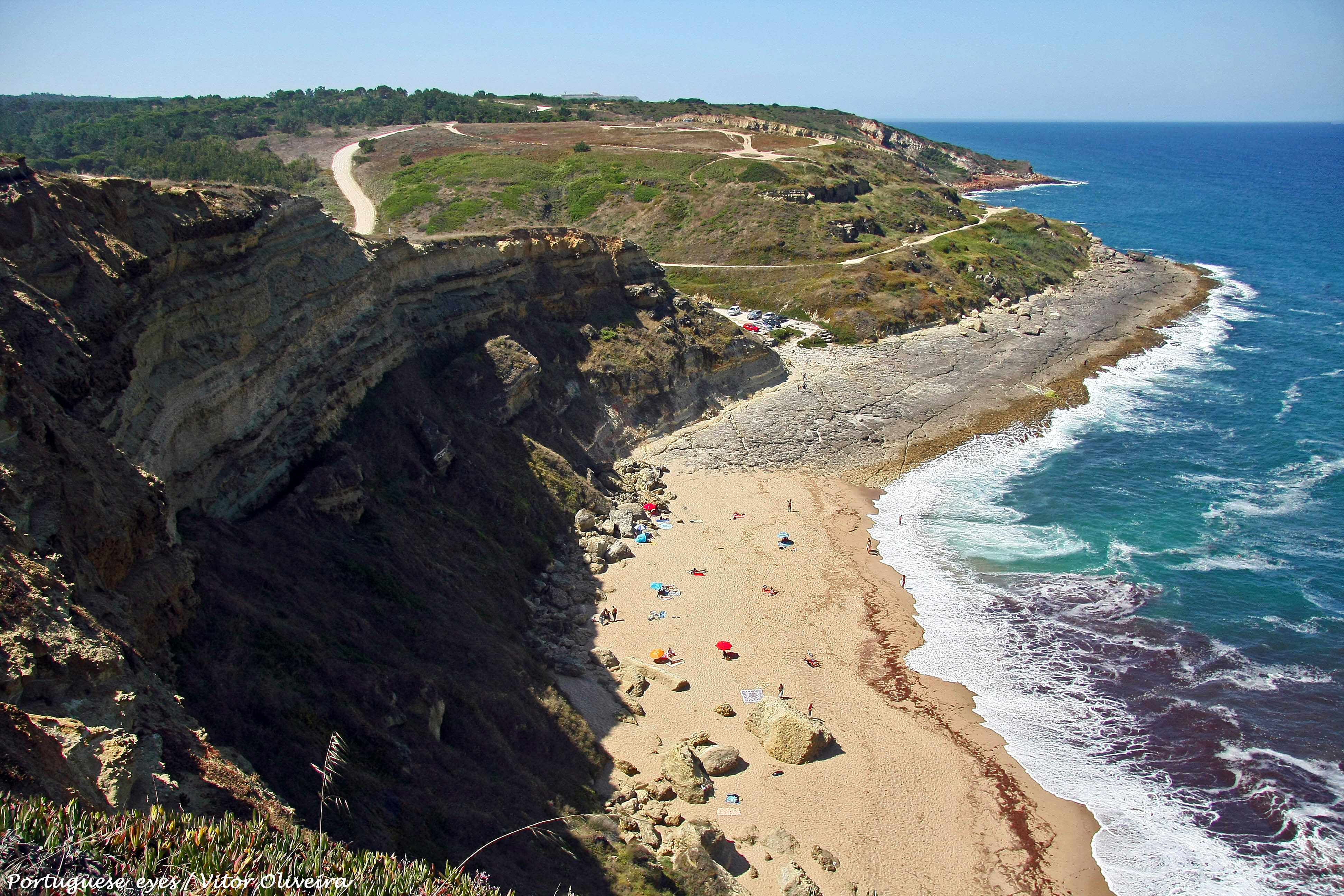
Praia da Foz
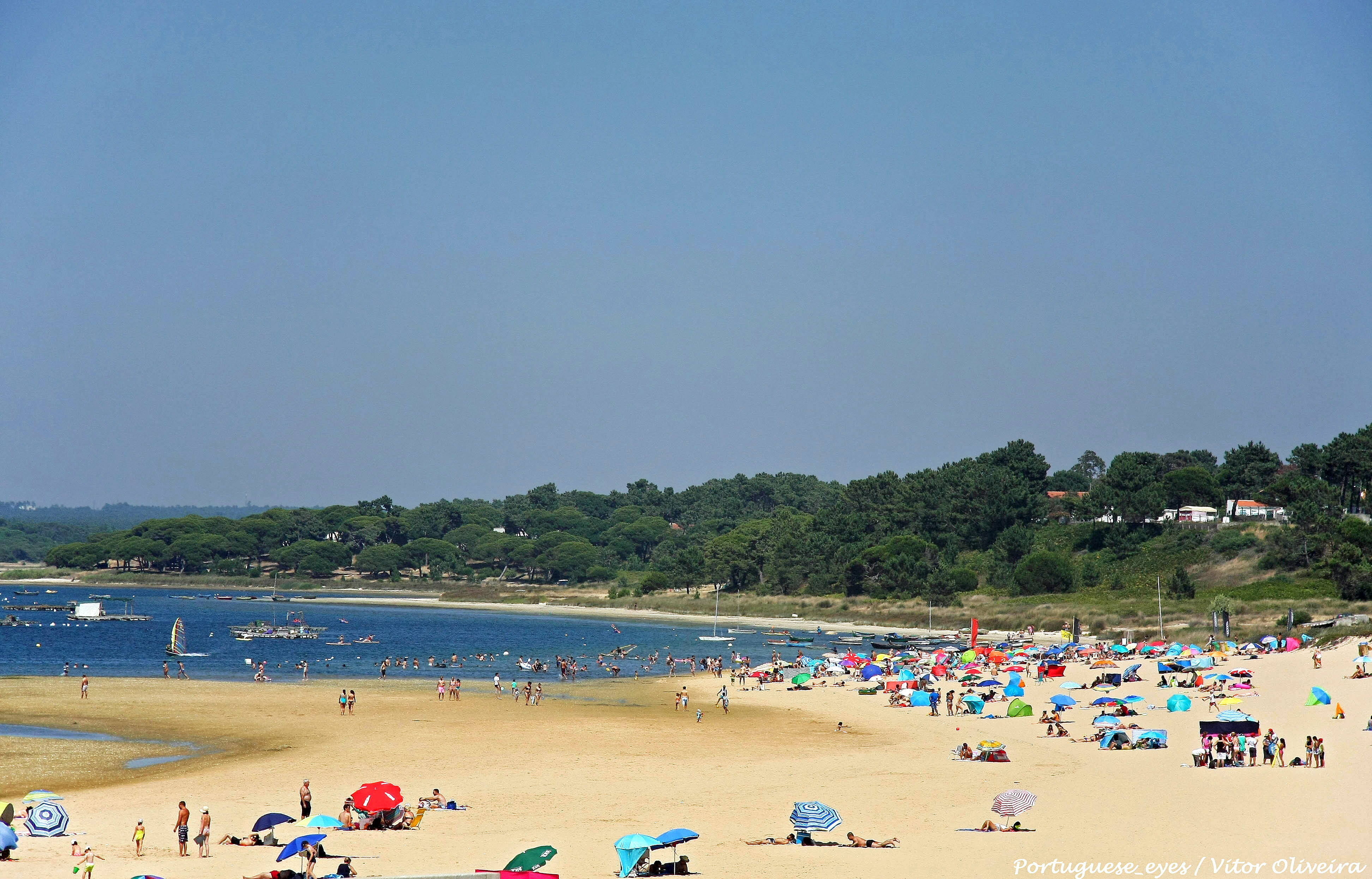
Praia da Lagoa de Albufeira
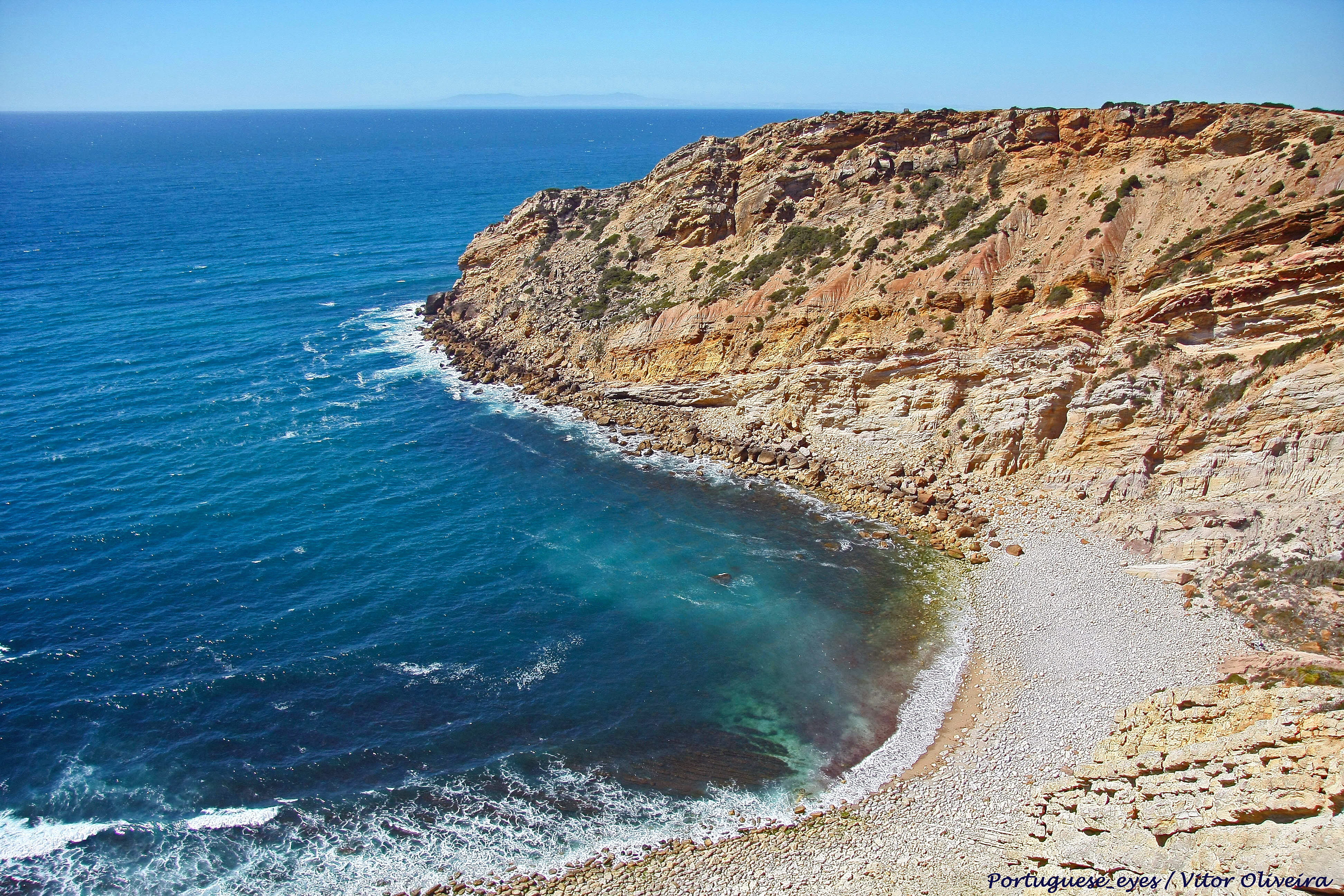
Praia dos Lagosteiros
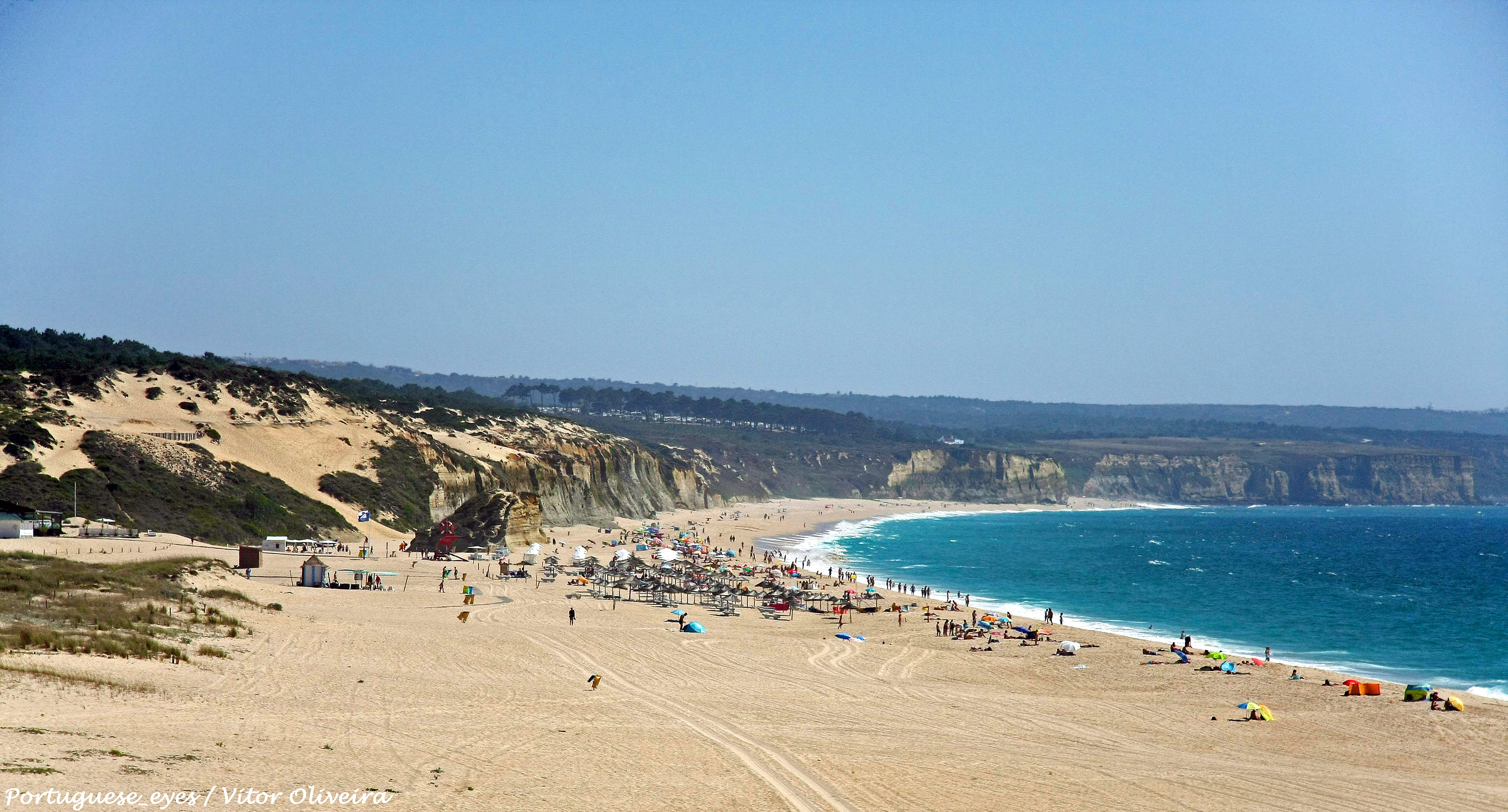
Praia do Meco (Moinho de Baixo)
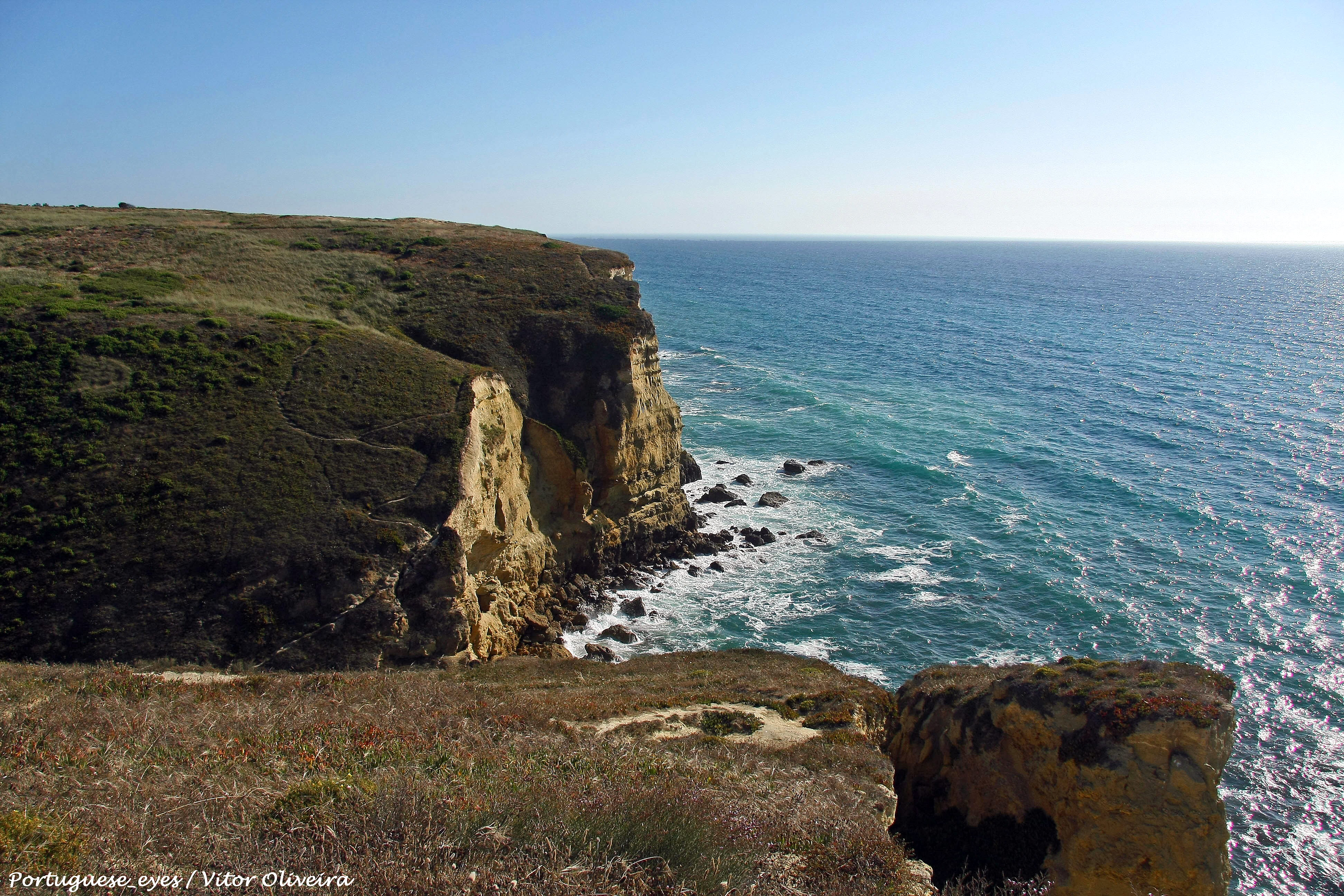
Praia da Pipa
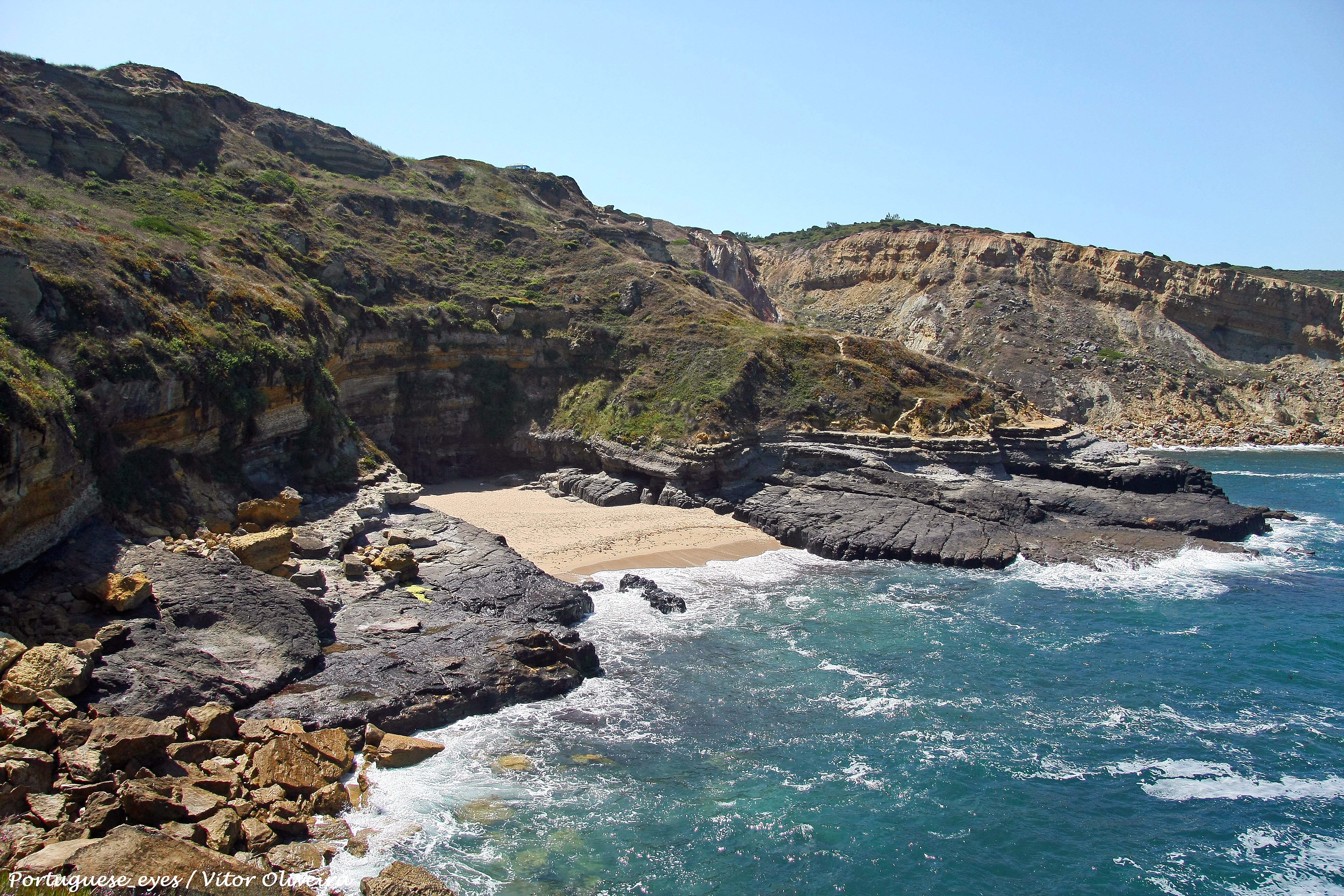
Praia do Rebenta Bois
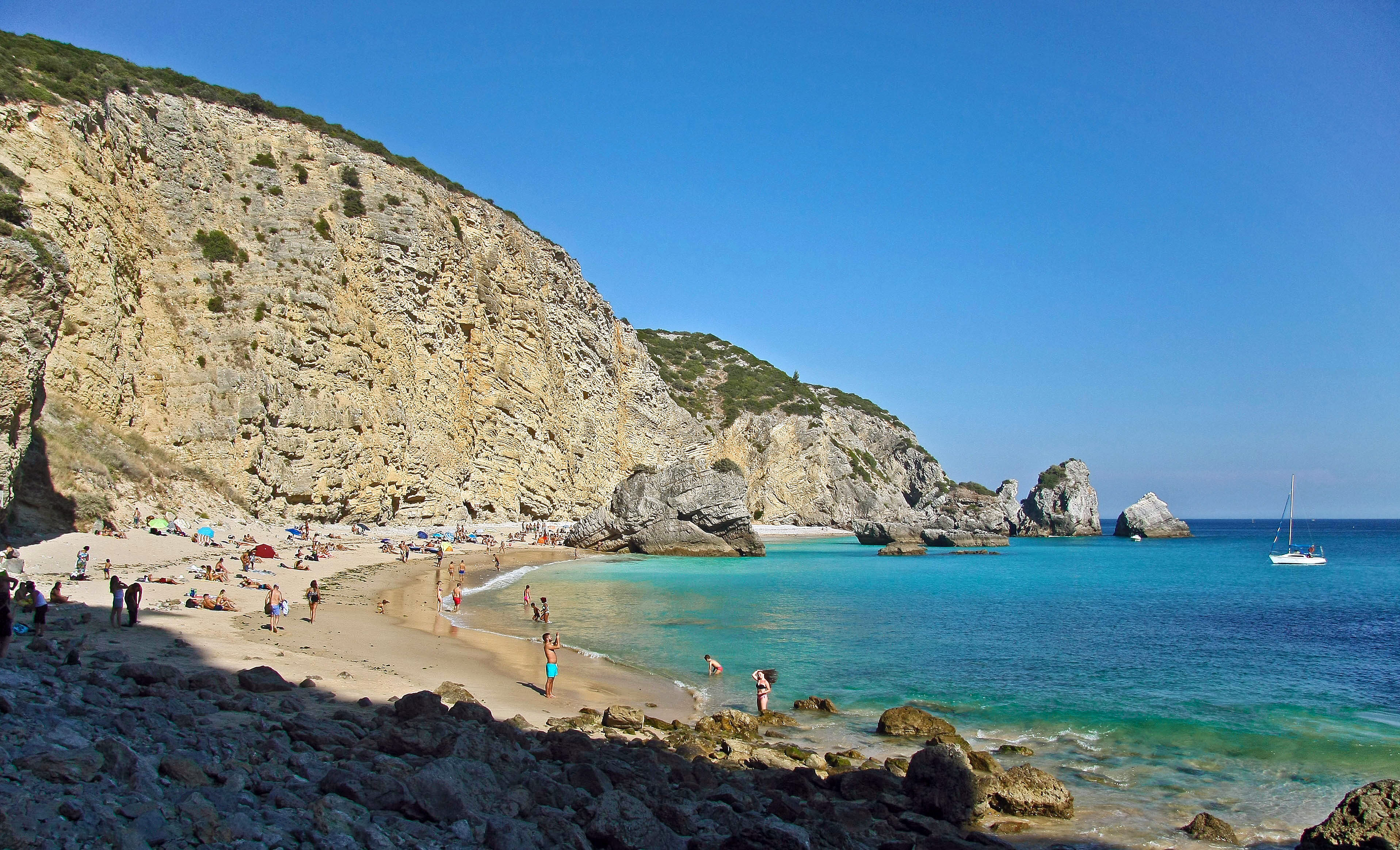
Praia do Ribeiro do Cavalo
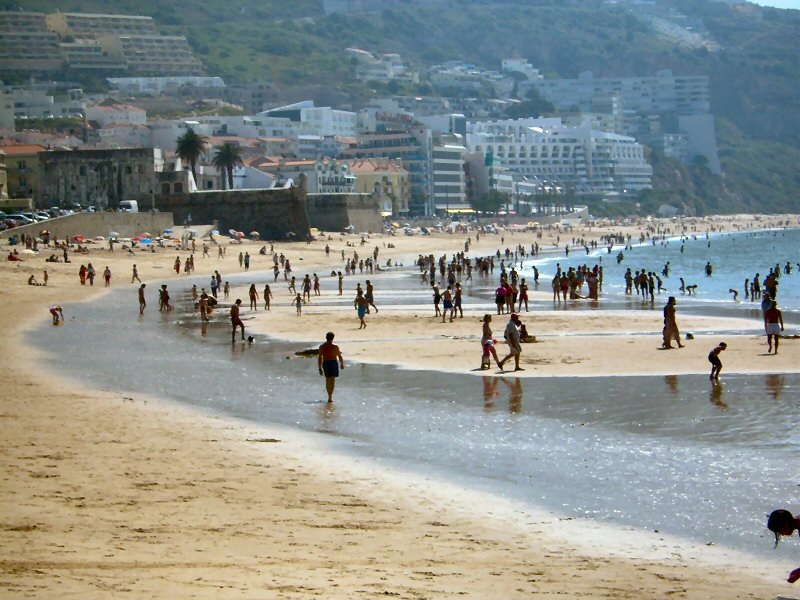
Praia de Sesimbra (Califórnia e Ouro)
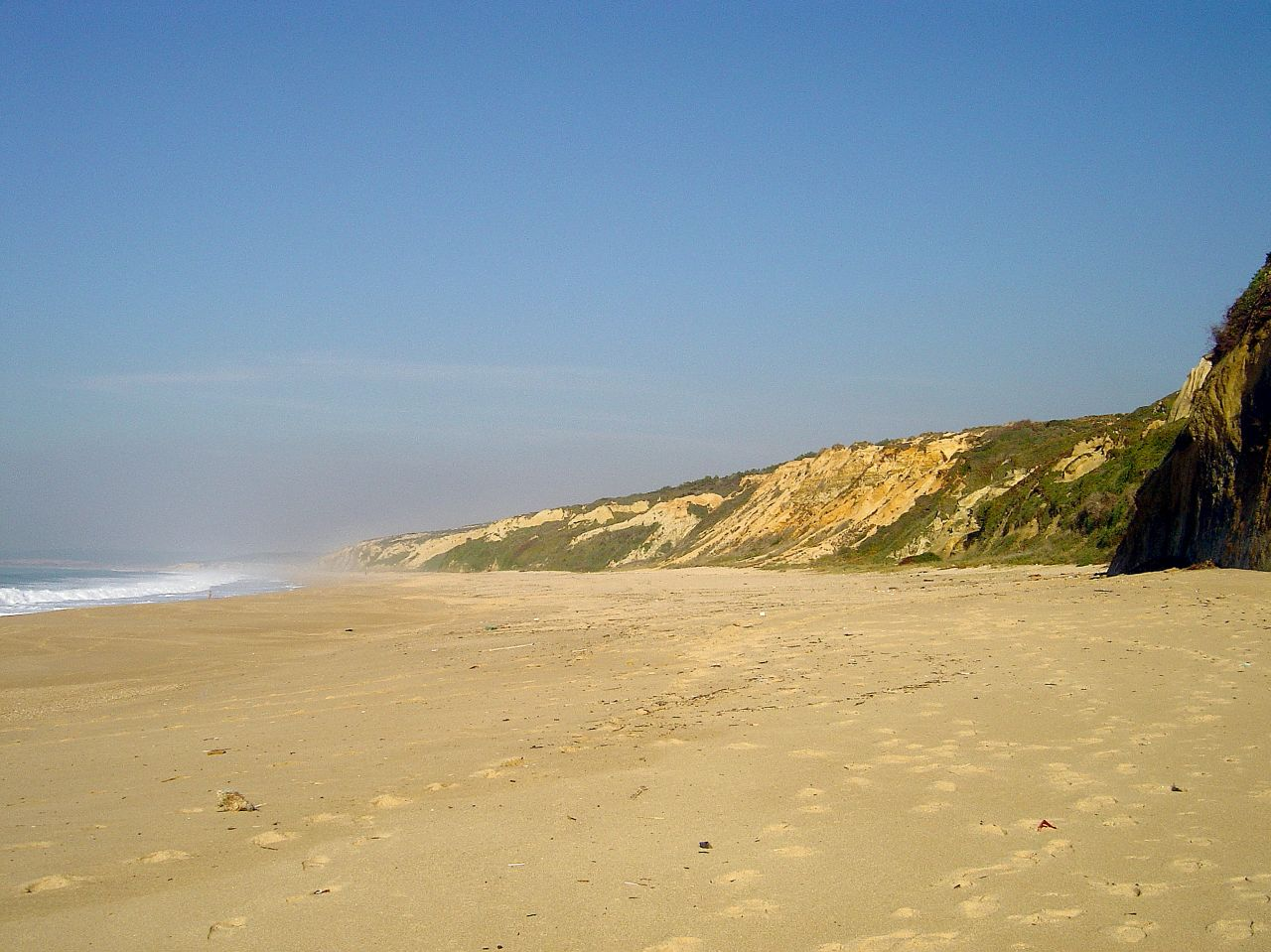
Praia da Tramagueira